# Bucy-le-Roi
Bucy-le-Roi là một xã trong tỉnh Loiret, vùng Centre-Val de Loire bắc trung bộ nước Pháp. Xã này nằm ở khu vực có độ cao từ 121-128 mét trên mực nước biển.